# 流石組

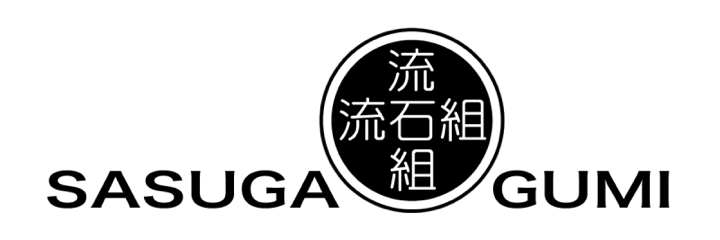
Sasugagumi logo

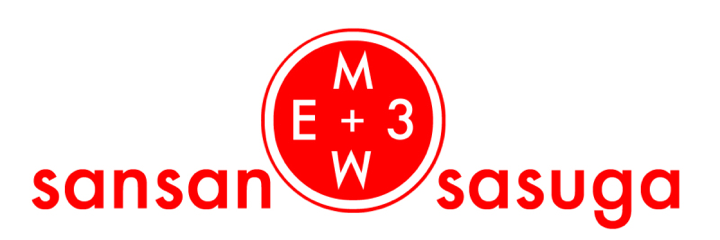
33sasuga logo

流石組（さすがぐみ/SASUGAGUMI）は、振付演出家である、南流石が主宰するモーションクリエイティブチーム。
Sanfrancisco.Hawaii.Bangkokなどでダンス関連事業を、流石組グローバル展開として精力的に行っているほか、テレビ・ミュージックビデオなど様々なメディア媒体で企画/構成/演出/振付/出演/などを展開している。

## 活動
- NHK公開すこやか長寿[1][2]
- みぶりてれび[3]
- くまモンもん[4]
- カモン！カナガワン[3]
- パジャマジャ体操[5]
- 嵐のワクワク学校：ハピネス体操
- KITTYSASUGA[6]
- 塵塵ダンス(チリチリダンス)[7]
- ココロからダンス[8]
- おしりかじり虫[9]
- NHK紅白歌合戦
- 乃木坂46[10]
- 大塚愛
- PUFFY
- GLAY[11]
- 東京流石コレグラ
- adidas[12]
- Rabbit[13][14]
- JAGATARA[15]
- ソロモン流[16]
- どっかんマーチ[17]